# Ойян
Ойян (порт. Oiã; МФА: [oj.ˈɐ̃]) — парафія в Португалії, у муніципалітеті Олівейра-ду-Байрру. Розташована в західній частині країни, на теренах історичної португальської провінції Бейра. Входить до складу округу Авейру. За адміністративним поділом, чинним до 1976 року, терени парафії були складовою провінції Берегова Бейра. Належить до Авейрівської діоцезії Католицької церкви. Патрон — святий Симон. Площа — 26,3224 км². Населення — 7722 ос. (2011). Слабо урбанізований регіон. Густота населення — 293,36 осіб/км²
. Код — 011403.

## Населення
| Кількість мешканців | Кількість мешканців | Кількість мешканців | Кількість мешканців | Кількість мешканців | Кількість мешканців | Кількість мешканців | Кількість мешканців | Кількість мешканців | Кількість мешканців | Кількість мешканців | Кількість мешканців | Кількість мешканців | Кількість мешканців | Кількість мешканців |
| ------------------- | ------------------- | ------------------- | ------------------- | ------------------- | ------------------- | ------------------- | ------------------- | ------------------- | ------------------- | ------------------- | ------------------- | ------------------- | ------------------- | ------------------- |
| 1864                | 1878                | 1890                | 1900                | 1911                | 1920                | 1930                | 1940                | 1950                | 1960                | 1970                | 1981                | 1991                | 2001                | 2011                |
| 2.547               | 2.667               | 2.681               | 2.946               | 3.611               | 3.507               | 4.142               | 4.343               | 4.847               | 4.795               | 5.106               | 5.464               | 5.714               | 6.712               | 7.722               |